# Uli Fesseler
Ulrike Oona Fesseler (* 1960 in Hamburg) ist eine ehemalige deutsche Fernsehmoderatorin. Sie wurde bekannt als erste Wrestling-Moderatorin Deutschlands und moderierte unter anderem mit Carsten Schaefer Wrestling auf Tele 5.

## Leben

### Jugend
Ulrike Fesseler pendelte in ihrer Kindheit und Jugend zwischen den Vereinigten Staaten und Deutschland und wuchs zweisprachig auf. Über ihren US-amerikanischen Großvater lernte sie das Wrestling in den Vereinigten Staaten kennen und war vor allem beeindruckt von Curt Hennig.

### Moderationstätigkeit
Anfang der 1980er begann Ulrike Fesseler bei RTL als Nachrichtensprecherin und Sendehost zu arbeiten und wechselte danach auf andere Sender. Über Malcom Thomson kam sie später zu Tele 5, wo sie zunächst als Textübersetzerin für US-amerikanische Sendungen arbeitete. Als Produktionsassistentin entwickelte sie das Konzept für die Heimvideo-Sendung Bitte lächeln, das auf America's Funniest Home Videos beruhte. Für die ersten Folgen schrieb sie die Dialoge und Kommentare. Mit Carsten Schaefer zusammen begann sie Wrestling-Sendungen für Tele 5 zu kommentieren, darunter ab 1989 bis zur Einstellung 1993 Ring frei!. Unter anderem wurde sie so die deutsche Stimme für die Promotion Gorgeous Ladies of Wrestling (GLOW) sowie die World Wrestling Federation (WWF, heute WWE). Mit dem Wechsel von Tele 5 zur Leo-Kirch-Gruppe übernahm sie World Championship Wrestling (WCW) und kümmerte sich dort um die komplette Postproduktion. Die Shows moderierte sie unter anderem mit Joe Williams, Horst Brack und Peter William. Unter anderem durfte sie auch nach Atlanta fliegen und produzierte eigene News-Segmente für die ansonsten aus den USA importierten Sendung. Gleichzeitig schrieb sie eine Kolumne für die deutsche Ausgabe der Zeitschrift  Penthouse über die Wrestling-Show GLOW.
Neben ihrer Arbeit für Tele 5 moderierte sie auch auf diversen VHS-Kaufkassetten. Mit der Einstellung von Tele 5 endete ihre Moderationstätigkeit.

### Nach der Fernsehkarriere
Uli Fesseler hat eine Tochter. Sie arbeitete nach ihrer Fernsehkarriere als Lehrerin für Deutsch und Englisch an einer Sprachschule. Sie fährt privat Motorrad und schreibt für diverse Motorradzeitschriften. 2012 hatte sie einen schweren Motorradunfall, nachdem ihr laut eigener Aussage jemand einen Drogencocktail in ihr Getränk gemischt hatte.